# 水上桜
水上 桜（みなかみ さくら）は、日本の漫画家、漫画原作者。

## 作品リスト
- 晴れたらKoi 1（原作担当、作画：田中雅人、ぶんか社コミックス、2001年）
- 晴れたらKoi 2（原作担当、作画：田中雅人、ぶんか社コミックス、2002年）
- 恥ずかしくて言えない（DOコミックス、2004年）
- ミダラナメス（DOコミックス、2005年）
- おねだりチェリー（メガストアコミックス、2011年）